# Wäinö Wuolijoki
Hugo Robert Wäinö Wuolijoki, född 14 december 1872 i Hauho, död 12 december 1947 i Hauho, var en finländsk politiker och diplomat. Bror till Sulo Wuolijoki.
Han avlade agronomexamen 1896 och blev fil.mag. 1900. Därefter bedrev han studier i Tyskland 1901-03 och blev lärare i kemi vid Helsingfors lantbrukslyceum 1908-17. Därefter ägnade han sig åt jordbruk. 
Inom kooperationen har han på olika poster lagt ned ett oerhört arbete.
Han var riksdagsledamot för socialdemokraterna i Finland 1907-10 och 1919-27 samt var riksdagens talman 1921-22 och 1925. Under mars-augusti 1917 var Wuolijoki senator och chef för livsmedelsexpeditionen i Oskari Tokois senat. I Väinö Tanners regering 1926-27 var han kommunikationsminister. Därefter var han sändebud i Berlin och Wien och från 1933 i Oslo och Haag.

## Utmärkelser
- Vinterkrigets minnesmedalj[5]

[Redigera Wikidata]